# Zona disfótica
Zona disfótica está entre 80 metros e 200 metros de profundidade, é fracamente iluminada, apresenta por esta razão poucos seres fotossintetizantes. Ocorrem seres necróvoros e carnívoros.
Trata-se de uma região onde um ser humano poderia até perceber alguma claridade mas já insuficiente para que a fotossíntese ocorra com seu máximo aproveitamento. A zona disfótica ocupa cerca de 60% da superfície do planeta e cerca de 20% do volume do oceano, correspondendo a uma grande parte da biosfera total. Abriga uma comunidade biológica diversificada que inclui bristlemouths, blobfish, águas-vivas bioluminescentes, lulas gigantes e uma miríade de outros organismos únicos adaptados para viver em um ambiente de pouca luz.  Há muito que cativa a imaginação de cientistas, artistas e escritores; As criaturas do mar profundo são proeminentes na cultura popular.